# Lauta
Lauta (górnołuż Łuty) – miasto we wschodnich Niemczech, w kraju związkowym Saksonia, w okręgu administracyjnym Drezno, w powiecie Budziszyn. Leży na Łużycach.
W języku polskim miasto notowane w przeszłości pod nazwą Łuta.